# Kollationsrecht
Das Kollationsrecht (von lat. collatio, Zusammentragung) ist die Befugnis, ein Kirchenamt oder ein Benefizium zu verleihen. Ist diese Befugnis nicht durch Privilegien anderer Rechteinhaber eingeschränkt, spricht man von einer freien Kollation (collatio libera). Das Kollationsrecht ist aus der Jurisdiktionsgewalt des Ordinarius, vor allem des jeweiligen Ortsbischofs, ableitbar. Von der Kollation unterscheidet sich die Investitur, die den Kandidaten in sein Amt einweist. Sie erfolgt meist in Verbindung mit einem Gottesdienst in der Pfarrkirche und ist von symbolischen Handlungen begleitet (z. B. Übergabe der Kirchenschlüssel).

## Beschränkungen des Kollationsrechtes
Sowohl die weltlichen als auch die geistlichen Eigenkirchenherren des frühen Mittelalters besetzten die frei gewordene Seelsorgestellen ihrer Kirchen selbst. Dadurch wurde das Verleihungsrecht der Bischöfe vielfach außer Kraft gesetzt. Nach dieser Phase verblieb den Stiftern von Kirchen und Kapellen die Stellung von Patronatsherren. Als Anerkennung für die der Kirche erwiesenen Wohltaten und als Ansporn, die Kirche weiter mit Seelgerätstiftungen zu unterstützen, wurde den Eigenkirchenherren die Befugnis eingeräumt, dem Bischof im Falle einer Vakanz der Seelsorgestelle einen Kleriker zu präsentieren. Der Bischof musste diesen, wenn er die kanonischen Voraussetzungen erfüllte, in sein Amt einsetzen. Auf diese Weise wurde das freie Kollationsrecht des Ordinarius stark eingeschränkt.
Eine weitere Einschränkung erfuhr das Kollationsrecht durch die von weltlichen Machthabern in Anspruch genommene Mitwirkung bei der Besetzung von besonders bedeutsamen Kirchenämtern. Diese Eingriffe in das freie Verleihungsrecht zeigte sich im Bestätigungsrecht der Papst- und Bischofswahlen durch den Kaiser und setzten sich bis in das 19. Jahrhundert fort. So nahmen die Landesfürsten, unter Berufung auf ihre Vogteigewalt ab dem Ende des 15. Jahrhunderts größeren Einfluss auf die Vergabe der Kirchenämter und etablierten dies bleibendes Recht. Schließlich entwickelte sich daraus die Vorstellung, dass die Vergebung der Benefizien unterhalb des Bischofsamtes ein Rechts des Souveräns sei. Das führte in manchen Ländern dazu, dass die freie Kollation der geistlichen Oberen zur besonders zu beweisende Ausnahme wurde. Obwohl sich die Zeit des landesherrlichen Patronats um die Mitte des 19. Jahrhunderts ihrem Ende zuneigte und die staatliche Einflussnahme auf die Besetzung der Kirchenämter schwächer wurde, wirkte diese nach, etwa als Prüfungs- und Vetorechten der Regierung. So waren in Bayern und in Österreich bei der Besetzung von Pfarr-, Kurat- und einfachen Benefizium noch lange staatliche "Genehmerklärungen" oder Bestätigung erforderlich.

## Die aktuelle Situation in Österreich
Gemäß Artikel XI. § 1 des Konkordates zwischen dem Heiligen Stuhle und der Republik Österreich samt Zusatzprotokoll. StF: BGBL. II Nr. 2/1934 steht die Besetzung der kirchlichen Benefizien der Kirchenbehörde zu, jedoch abgesehen von besonderen Patronats- und Präsentierungsrechten, die auf kanonischen Sondertiteln beruhen. Die Besetzung der Benefizien, auf die der Bund oder ein öffentlicher Fonds Präsentationsrechte ausübt, erfolgt auf Grund einer Dreierliste von Kandidaten, die der Diözesanordinarius nach den Vorschriften des kanonischen Rechtes wählt und der staatlichen Kultusverwaltungsbehörde bekannt gibt.